# Ideal
Ideal (latinsko idealis - kateri obstaja samo v mislih) filozofski pojem, pomeni vzor splošne popolnosti, katera ustreza družbenim, moralnim, estetskim in religioznim normam. Ideal je vedno nedosegljiv v resničnosti in služi za vzpodbudo posamezniku ali družbeni skupnosti do izboljšanja. V stari grški in rimski družbi je bil družbeni ideal urejena ter skladna politična skupnost imenovana polis civitas. Posamični vzor- ideal pa je predstavljal heroj s svojimi nadčloveškimi vrlinami. Grška filozofija je razvila tudi ideal modrosti in modreca kot posamični vzor, to je postal tisti, ki se je dvignil nad elementarne potrebe in uspel obvladati strasti. V religioznih družbenih skupnostih predstavljajo podoben ideal svetnik v katolištvu, podvižnik v pravoslavju, človek vere in predanosti v protestantizmu, poznajo jih tudi druge vzhodne religije.